# La historia de las palabrotas
La historia de las palabrotas (en inglés: History of Swear Words) es una serie documental estadounidense presentada por Nicolas Cage. La serie se estrenó el 5 de enero de 2021 en Netflix.

## Premisa
Conducida por Nicolas Cage, la serie sin guion explora la historia de las malas palabras a través de entrevistas con expertos en etimología, cultura popular, historiadores y artistas, y cada episodio se sumerge en los orígenes, el uso y el impacto cultural de las malas palabras específicas como: «joder, mierda, perra, polla, coño y maldita sea».

## Reparto
- Nicolas Cage como anfitrión
- Jess Harnell como abuelo

## Doblaje en español de América
- Rubén Cerda como anfitrión
- Carlos Segundo como abuelo

## Doblaje en castellano
- Masumi Mutsuda como anfitrión
- Camilo García como abuelo

### Animadores
- Sarah Silverman
- Nick Offerman
- Nikki Glaser
- Patti Harrison
- Abrir Mike Eagle
- Joel Kim Booster
- DeRay Davis
- Londres Hughes
- Jim Jefferies
- Zainab Johnson
- Barón Vaughn
- Isiah Whitlock Jr.

### Expertos
- Benjamin K. Bergen, profesor de ciencia cognitiva en la Universidad de California, San Diego.
- Anne H. Charity Hudley, lingüista y profesora de inglés en la Universidad de California, Santa Bárbara.
- Mireille Miller-Young, profesora de estudios de la mujer en la Universidad de California, Santa Bárbara.
- Elvis Mitchell, Crítico de cine
- Melissa Mohr, autora de Holy Sh*t: A Brief History of Swearing.
- Kory Stamper, autor de Word by Word: The Secret Life of Dictionaries, lexicógrafo y ex editor de Merriam-Webster.

## Producción
El 9 de diciembre de 2020, se anunció que Nicolas Cage presentaría una serie de seis episodios sin guion sobre la historia de las malas palabras para Netflix.
La serie es productora ejecutiva de Bellamie Blackstone, Mike Farah, Joe Farrell y Beth Belew para Funny or Die, y Brien Meagher y Rhett Bachner para B17 Entertainment de Industrial Media. Blackstone también servirá como showrunner de la serie.